# Blato (Mikulovice)
Blato je vesnice, část obce Mikulovice v okrese Pardubice. Nachází se asi 1 km na západ od Mikulovic. V roce 2009 zde bylo evidováno 102 adres. V roce 2001 zde trvale žilo 228 obyvatel.
Blato je také název katastrálního území o rozloze 1,21 km2.

## Zajímavost
V Blatě byla objevena téměř kompletní kostra nosorožce srstnatého, velkého savce z pleistocénu. Ta byla následně umístěna do expozice Národního muzea v Praze.